# Димитър Папрадишки
Димитър Андонов Папрадишки е един от последните професионални български зографи, а също така един от първите български нерелигиозни художници.

## Биография
Димитър Папрадишки е роден през 1859 година в мияшкото село Папрадище. Произхожда от тресонския род Ангелкови. В своето родно село, а после и във Велес, той се сдобива с образование, което по това време е достъпно и успешно – четвърто класно училище. Учи зографство при баща си, който обаче не е добър иконописец и затова Димитър се обучава сам. Димитър е родственик с представители на рода Рензови, от които усвоява някои познания по занаята си. До 25-годишна възраст придружава баща си в местата, в които работи.
В 1870 година изписва иконите в църквата „Свети Илия“ в Сеяце заедно с Теофан Буджароски, Петър Николов и Ангелко Дидон.
През 1882/83 година посещава Художествено-иконографската школа в Киев, в класа на професор А. Вишневски. В 1887 година участва с една икона в конкурс на Духовната академия в Москва и печели 1000 рубли и сребърен медал и е приет за редовно обучение със стипендия. Въпреки че печели наградата за иконата си във византийски стил, се връща в родния си край, след като семейството му е ограбено от арнаути разбойници. Престоят му в Киев и Москва обаче има голямо влияние върху творчеството на Димитър Папрадишки, което е видимо от афинитета му към нови теми.
В 1883 – 1884 година Папрадишки участва в изписването на иконостасните икони в фрама „Свети Атанасий“ в Богомила, за който изработва четири престолни икони – „Исус Христос“, (81 х 54, 5 х 2, 5 см), със сигнатура „6 юли 1883 отъ руки зуграфъ Димо Андоновъ от Папрадища“, „Свети Йоан Предтеча“, 1883, (79 х 54, 5 х 3 cm) без сигнатура, „Богородица с Христос“, 1883, (82 х 55 х 2,5 cm), без сигнатура, „Св. св. Петър и Павел“, 1884, (80 х 54,5 х 3 cm), със сигнатура „1884 февруари 17“. В същата църква Папрадишки е автор и на една отделна икона с изображение на Тайната вечеря – 1938, (96 х 82,7 х 0,5), със сигнатура: „Прилаже Сава Ђокић, лекар са супругом Вером 1938 г. 21 априла“.
Във Велешко рисува в „Свети Атанасий“ в Теово (1883), „Света Троица“ в Ращани (1883), „Свети Илия“ в Бусилци, „Свети Никола“ в Раковец (1884) и „Свети Никола“ в Лисиче (1885).
Една от първите самостоятелни работи на Папрадишки е изрисуването на северозападния купол на нартекса на Осоговския манастир, където има дата „1884. Х. 18“. В 1885 година започва композиция на западната фасада на нартиката в черквата, озаглавена „Духовни зрак“. В същата година изрисува третия, датиран „1885. VI. 10“, и четвъртия купол, в който са представени сцени от Апокалипсиса. В 1886 – 1887 работи по стените и куполите на манастира. На западната стена е Притчата за свинете, Разслабления, Томино осезание, Самарянката. В големите куполи са Богородичен Акатист, Христов Акатист и Божествена служба, която е алафреско. Над входните врати има надпис „... 1887 година юлия 15 дне рукою зограф Димитър Ан. от Велес“. Тогава изписва и иконостасните икони, заменили по-старите и стенописите в малката църква „Рождество Богородично“.
В 1887 година Димитър Андонов рисува четири олтарни икони в църквата „Свето Възнесение Христово“ в Голозинци. После изрисува всички икони и стенописи в новата манастирска църква „Свети Пантелеймон“ на Кочанския манастир. В същата 1887 година заедно с Петър Николов допълват иконостаса и изписват стенописите на църквата „Свети Илия“ в Левосое.В 1889 година работи в Кочанско – изписва иконите за църквата „Свети Дух“ в Нивичани, иконостасните икони за „Свети Георги“ в Кочани, в „Света Богородица“ в Конче и довършва иконописта в някои църкви из Велешко.
Рисува олтарните икони в църквата „Свети Никола“ в Щип. След това заминава за Скопие и рисува голямата иконостасна икона на Св. св. Петър и Павел в „Света Богородица“, която обаче изгаря при пожара в църквата в 1944 година.
В 1890 година работи в София. Рисува портрети на митрополит Партений Софийски, на кмета Димитър Петков, на Пенчо Славейков, на Крапчански, на секретаря на общината Кулев, на Н. Разпопов, на Андреев. Занимава се и с иконописна работа, но скоро заминава обратно за Скопие.
В Скопие изписва иконите за иконостаса, куполната живопис Божествена литургия и Христос Вседържител (темпера) в „Свети Димитър“. До 1892 година рисува иконите и алафреско десетте купола на „Свети Никола“ в Гиляне, а после и иконостасните икони за „Свети Георги“ в Станишор. В същата 1892 година пак е в Осоговския манастир, където допълва някои стенописи.
След това работи няколко икони в Девичкия манастир, стенописи с туткална темпера в олтара на католическата катедрала „Пресвето сърце Исусово“ (разрушена от земетресението в 1963 година).
Рисува икони из селата във Велешко и Гевгелийско, в които баща му прави църквите. В Милетково изрисува в яйчена темпера стенописи със сцени от Христовите страдания.
В 1896 година е в Русия, за да се запознае с религиозната и светска живопис. В Русия носи две свои картини на жени в народни носии – „Бърсячка“ и „Миячка“. В 1898 година, подпомогнат от Густав Вайганд, заминава със същата цел за Германия, където носи картините „Скопски овчар“ и „Просяк“.
През 1896 година рисува стенописа Свети Седмочисленици в „Успение Богородично“ в щипската махала Ново село. В Щип негов ученик става Коста Вангелов. В Щип влиза във връзка с Гоце Делчев, български учител в града от 1894 до 1896 г. и встъпва във Вътрешната македоно-одринска революционна организация. По-късно за революционна дейност е затворен във Велес, а после прехвърлен в Митровишкия затвор, където остава до Балканските войни.
В 1919 година се установява в Скопие, където на Старата чаршия отваря свое ателие. При него учат Божин Велев от Енидже, работил по-късно из Битолско, двамата му братя Ангелко и Велян (Вельо) Андонови, Петре Костов от Воден, Павел и Симо Ничеви от Гиляни. Най-младите му ученици са Лазар Личеновски, Никола Мартиновски, Тома Владимиров, Рисува целувателните икони за „Света Богородица“ и иконите и стенописите в темпера за „Света Петка“ в Църниче. Работи в Горно Коняри, Бардовци, Ибрахимово, Маджари, Вратница – икони и стенописи с темпера.
Работи в Кратово като подновява някои икони и стенописи от „Свети Йоан Кръстител“ и рисува иконите в „Свети Георги Кратовски“. В Кратовско работи в църквите в Туралево, Кетеново, Сакулица, Мушково и Приковци. Автор е на иконите за манастира „Свети Никола“ при Матка, както и за Градищкия манастир „Свети Георги“ в Кумановско и за църквите в селата Четирци и Живине. Нови икони прави за родното си Папрадище, за Митровица в Косово, в Самобор в Херцеговина, за „Света Троица“ в Куршумлия в Сърбия. По-късно прави нови стенописи за Осоговския манастир, икони за село Капищец, за Марковия манастир и за село Црешево. Изписва скопските църкви „Свети Димитър“ (1942), „Свети Спас“ и „Св. св. Константин и Елена“.

## Стил
Стилът на Димитър Андонов е разнообразен. При стенописите си и в част от иконите си се придържа към традиционните техники, като цветовете са оживени. В късните си икони, под влияние на наученото в Русия и Германия, стилът му се модернизира, но при изобразяването на главите продължава да се придържа към традицията. Традиционни са и техническите му похвати.

## Родословие
|  |  |  |  |                               |                               |                               |                               |                               |                               |                             |                             |                             |                             |                 |                 | Ангелко         |                 |       |       |               |               |               |               |               |               |        |        |        |        |  |  |  |  |  |  |  |  |  |  |  |  |  |  |  |  |  |  |  |  |  |  |
|  |  |  |  |                               |                               |                               |                               |                               |                               |                             |                             |                             |                             |                 |                 |                 |                 |       |       |               |               |               |               |               |               |        |        |        |        |  |  |  |  |  |  |  |  |  |  |  |  |  |  |  |  |  |  |  |  |  |  |
|  |  |  |  |                               |                               |                               |                               |                               |                               |                             |                             |                             |                             |                 |                 |                 |                 |       |       |               |               |               |               |               |               |        |        |        |        |  |  |  |  |  |  |  |  |  |  |  |  |  |  |  |  |  |  |  |  |  |  |
|  |  |  |  |                               |                               |                               |                               |                               |                               |                             |                             | Петър Ангелков              | Петър Ангелков              | Петър Ангелков  | Петър Ангелков  | Петър Ангелков  | Петър Ангелков  |       |       | Илия Ангелков | Илия Ангелков | Илия Ангелков | Илия Ангелков | Илия Ангелков | Илия Ангелков |        |        |        |        |  |  |  |  |  |  |  |  |  |  |  |  |  |  |  |  |  |  |  |  |  |  |
|  |  |  |  |                               |                               |                               |                               |                               |                               |                             |                             | Петър Ангелков              | Петър Ангелков              | Петър Ангелков  | Петър Ангелков  | Петър Ангелков  | Петър Ангелков  |       |       | Илия Ангелков | Илия Ангелков | Илия Ангелков | Илия Ангелков | Илия Ангелков | Илия Ангелков |        |        |        |        |  |  |  |  |  |  |  |  |  |  |  |  |  |  |  |  |  |  |  |  |  |  |
|  |  |  |  |                               |                               |                               |                               |                               |                               |                             |                             | Китан Петров (1793 – 1866)  |                             |                 |                 |                 |                 |       |       |               |               |               |               |               |               |        |        |        |        |  |  |  |  |  |  |  |  |  |  |  |  |  |  |  |  |  |  |  |  |  |  |
|  |  |  |  |                               |                               |                               |                               |                               |                               |                             |                             |                             |                             |                 |                 |                 |                 |       |       |               |               |               |               |               |               |        |        |        |        |  |  |  |  |  |  |  |  |  |  |  |  |  |  |  |  |  |  |  |  |  |  |
|  |  |  |  |                               |                               |                               |                               |                               |                               |                             |                             |                             |                             |                 |                 |                 |                 |       |       |               |               |               |               |               |               |        |        |        |        |  |  |  |  |  |  |  |  |  |  |  |  |  |  |  |  |  |  |  |  |  |  |
|  |  |  |  |                               |                               |                               |                               | Андон Китанов (1829 – 1914)   | Андон Китанов (1829 – 1914)   | Андон Китанов (1829 – 1914) | Андон Китанов (1829 – 1914) | Андон Китанов (1829 – 1914) | Андон Китанов (1829 – 1914) |                 |                 | Петър           | Петър           | Петър | Петър | Петър         | Петър         |               |               | Никола        | Никола        | Никола | Никола | Никола | Никола |  |  |  |  |  |  |  |  |  |  |  |  |  |  |  |  |  |  |  |  |  |  |
|  |  |  |  |                               |                               |                               |                               | Андон Китанов (1829 – 1914)   | Андон Китанов (1829 – 1914)   | Андон Китанов (1829 – 1914) | Андон Китанов (1829 – 1914) | Андон Китанов (1829 – 1914) | Андон Китанов (1829 – 1914) |                 |                 | Петър           | Петър           | Петър | Петър | Петър         | Петър         |               |               | Никола        | Никола        | Никола | Никола | Никола | Никола |  |  |  |  |  |  |  |  |  |  |  |  |  |  |  |  |  |  |  |  |  |  |
|  |  |  |  |                               |                               |                               |                               |                               |                               |                             |                             |                             |                             |                 |                 |                 |                 |       |       |               |               |               |               |               |               |        |        |        |        |  |  |  |  |  |  |  |  |  |  |  |  |  |  |  |  |  |  |  |  |  |  |
|  |  |  |  | Димитър Андонов (1859 – 1954) | Димитър Андонов (1859 – 1954) | Димитър Андонов (1859 – 1954) | Димитър Андонов (1859 – 1954) | Димитър Андонов (1859 – 1954) | Димитър Андонов (1859 – 1954) |                             |                             | Ангелко Андонов             | Ангелко Андонов             | Ангелко Андонов | Ангелко Андонов | Ангелко Андонов | Ангелко Андонов |       |       | Велян Андонов | Велян Андонов | Велян Андонов | Велян Андонов | Велян Андонов | Велян Андонов |        |        |        |        |  |  |  |  |  |  |  |  |  |  |  |  |  |  |  |  |  |  |  |  |  |  |